# Evžen Markalous
Evžen Markalous (19. dubna 1906 Praha – 9. července 1971 Praha) byl český lékař, syn spisovatele Jaromíra Johna. Ve dvacátých letech byl členem odbočky Devětsilu v Brně. Je autorem fotomontáží, například Apoteóza sportu (1925) nebo Apoteóza smíchu (1926), které jsou dnes uloženy v Museu Folkwang v Essenu.

## Galerie

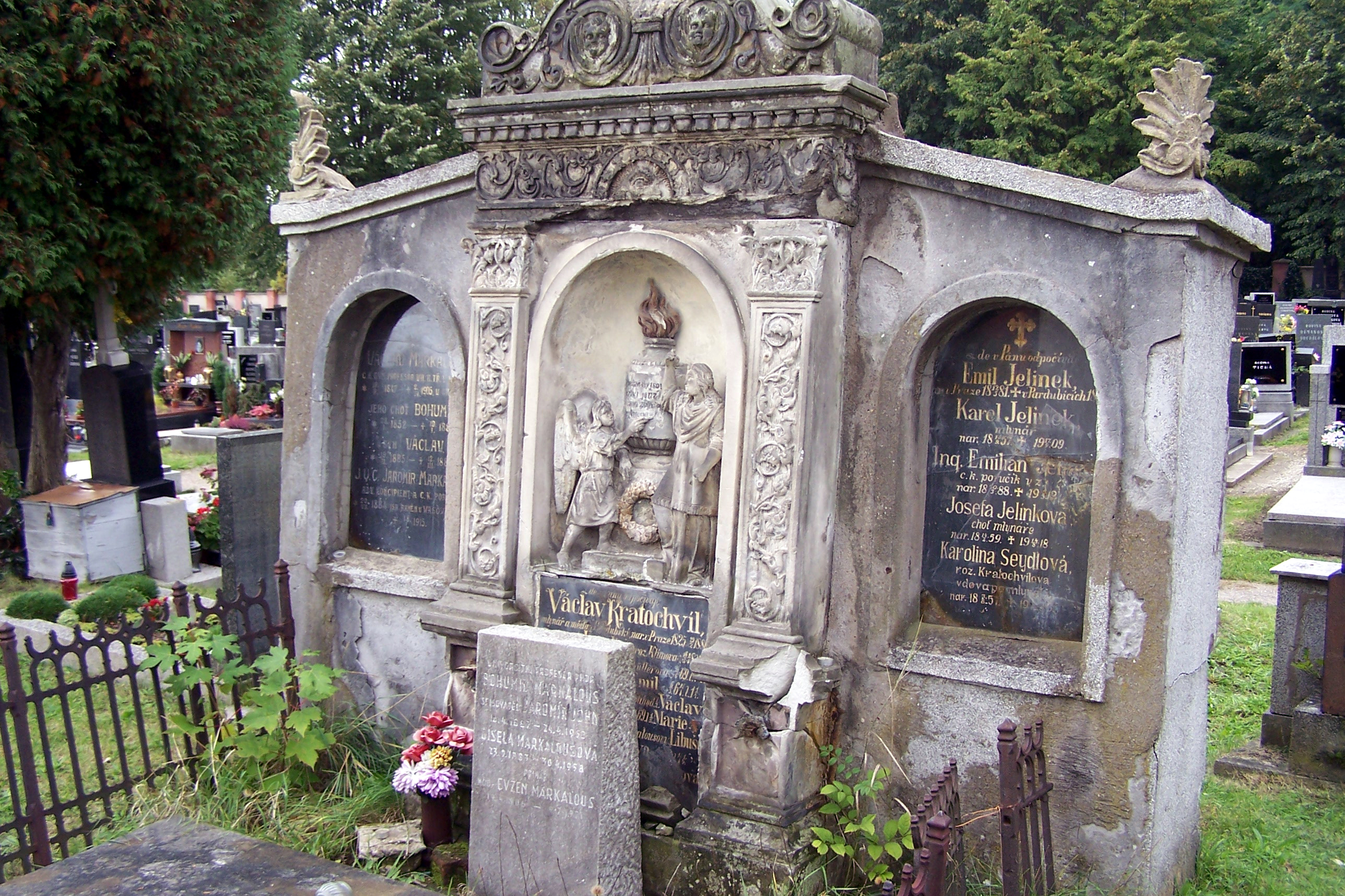
Původní náhrobek rodiny Markalousovy, hřbitov u kostela svatého Jiljí v Pardubičkách zničený v roce 2020